# Lila Cheney
Lila Cheney es una superheroína que aparece en los cómics de X-Men, publicados por Marvel Comics. Fue creada por Chris Claremont y Bob McLeod, e hizo su debut en New Mutants Annual #1, en 1984. En el Universo Marvel, Lila es reconocida intergalácticamente como una estrella de rock.

## Biografía ficticia
Nacida en Inglaterra, fue conocida sobre todo en la Tierra como una gran estrella. Otra cantante con habilidades mutantes de Dazzler, ha colaborado con Lila en el pasado. Anteriormente, Lila también usó sus poderes para beneficio personal, como una ladrona. Por casualidad, su poder le permitió encontrar una Esfera de Dyson, que Lila llegó a utilizar como un hogar lejos de la Tierra.
Lila conoció a los Nuevos Mutantes, cuando Sunspot, los llevó a uno de sus conciertos, donde posteriormente frustraron un intento de asesinato contra ella por una raza alienígena llamada Vrakanin. En ese momento, Lila había tratado de "robar" la Tierra y vender a su población en el intergaláctico mercado negro, como esclavo , sólo para demostrar que ella era "la mejor ladrona de todos". Después de que los Nuevos Mutantes la siguieron a su Esfera de Dyson y le salvaron la vida de los Vrakanin, Lila se retractó de sus intenciones egoístas, y también desarrolló una relación con Sam Guthrie, también conocido como La Bala de Cañón, a quien posteriormente, dedicó una canción de amor.
Los Nuevos Mutantes se convertirían en los fanes de Lila. La floreciente relación sentimental de Lila con Sam incluía una propuesta para un video musical con los Nuevos Mutantes y los planes para visitar el hogar de Sam para encontrarse con su madre y hermanos.
Más tarde, el alienígena señor del crimen Spyder, intentó capturar a Lila. Durante uno de los conciertos de Lila, al que asistieron Los Nuevos Mutantes, las fuerzas de Spyder, llamados los contadores, llegaron a la Tierra. Tuvieron éxito en secuestrar a Cheney. Un ser llamado Gosamyr se había escondido con los de los contadores y había robado un barco de ellos. Los Nuevos Mutantes utilizar el barco para encontrar a Cheney.
Lila se encontraría con los X-Men muchas veces. Cuando los Shi'ar son invadidos por el Imperio Skrull, Lila llega a la Tierra a buscar el mayor número de X-Men como le sea posible. Más tarde, se ayudaría a los ex-X-Men Longshot y Dazzler en su lucha contra el loco inter-dimensional llamado Mojo.
Lila también fue testigo de excepción en el intento de asesinato contra Charles Xavier de manos del terrorista Stryfe, suceso que ocurrió en uno de sus conciertos en Nueva York.
Más tarde, Lila también amenizó la boda de Cíclope y Jean Grey.
Después de un largo período alejada de las historias de los X-Men, Lila reapareció más tarde,  actuando en un club nocturno en  Valle Soleada, cuando una joven mujer llamada Marie D'Acanto intentó detonar una bomba, para vengar la muerte de sus padres a manos de la Bala de Cañón y Rogue, frustraron este intento de asesinato y tuvieron a Marie D'Acanto en su custodia.
El mutante Guido Carosell , conocido como Strong Guy, a veces trabaja como su guardaespaldas, aunque él pasa la mayor parte de su tiempo en la Tierra como un miembro de X-Factor. Lila ha aparecido con él de vez en cuando. Durante uno de estas reuniones, Lila ayudó a Guido a calmar una guerra territorial de dos razas alienígenas de un planeta sin vida, estéril. Esto fue resuelto por la destrucción del planeta.
Más recientemente, se reveló que Lila era uno de los 198 mutantes que conservaron sus poderes tras el "Día-M".

## Poderes
Lila tiene la capacidad para generar un campo de teletransportación sobre sí misma con la que puede transportar a sí misma y a otras personas u objetos a través de distancias interestelares, incluso a través de la Vía Láctea. Pero ella no puede teletransportarse a través de distancias más cortas que varios años-luz. Por lo tanto, cuando se teletransporta de un lugar a otro en la Tierra, en realidad ella se teletransporta a la Esfera de Dyson, desde su punto de partida, y luego se teletransporta a sí misma de la esfera al otro punto en la Tierra. Al parecer, ella debe conocer específicamente cualquier lugar al que ella se teletransporta con el fin de hacerlo.

## Otras versiones

### Era de Apocalipsis
En esta realidad, Lila es parte de los Starjammers, y amante de Gambito.